# Cronologia della Resistenza romana
Quella che segue è una cronologia degli avvenimenti più significativi dell'occupazione tedesca di Roma e della Resistenza romana.

## Luglio 1943
- Tra il 9 e il 10 luglio gli angloamericani sbarcati in Sicilia vengono contrastati dagli italiani e dai tedeschi che ne rallentano la marcia verso il Nord.
- 19 luglio - Un terribile bombardamento, con numerose vittime civili colpisce Roma distruggendo quasi interamente il quartiere San Lorenzo nei pressi dello scalo ferroviario.

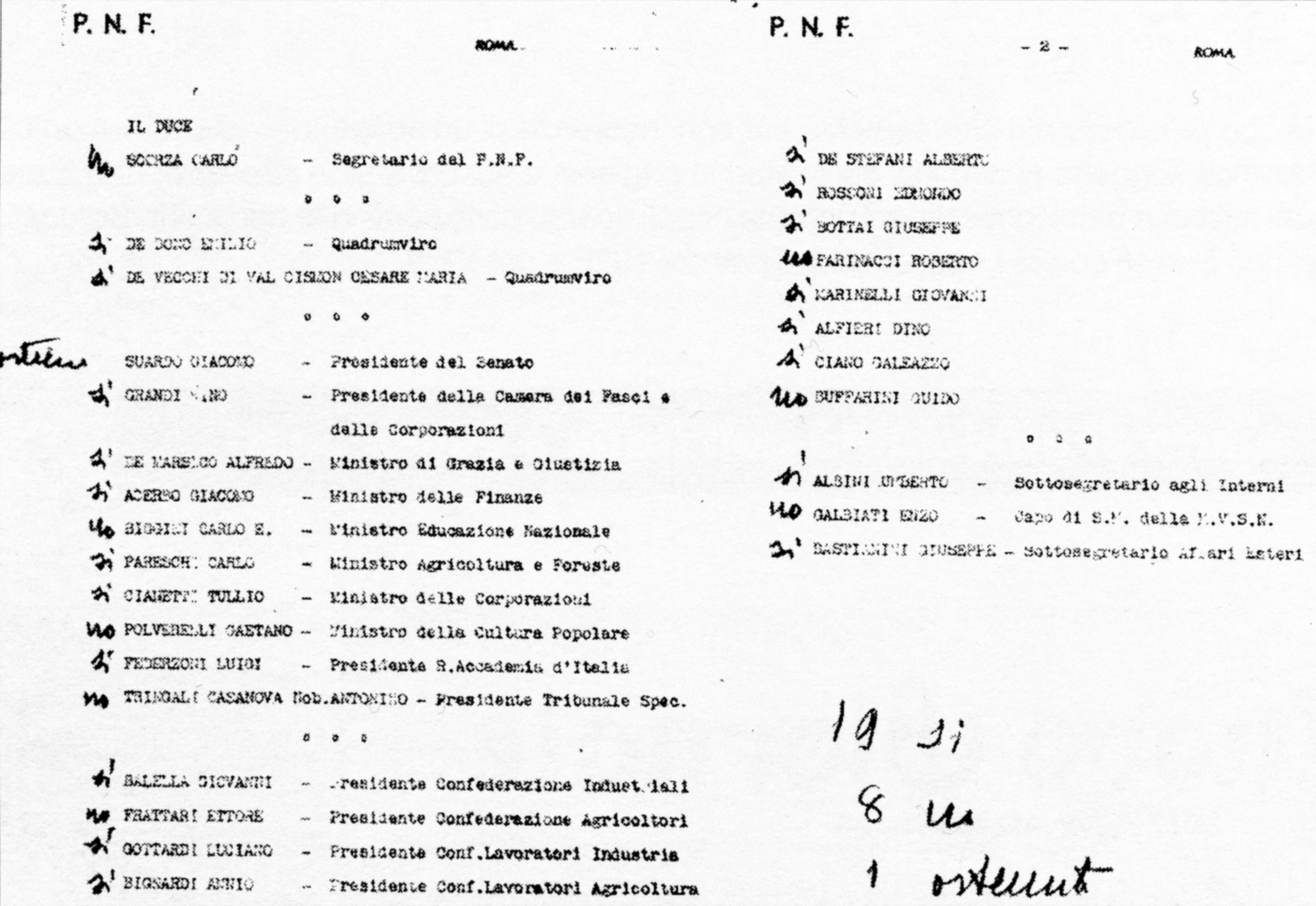
Esito della votazione nominativa e riassuntiva dell'Ordine del Giorno Grandi

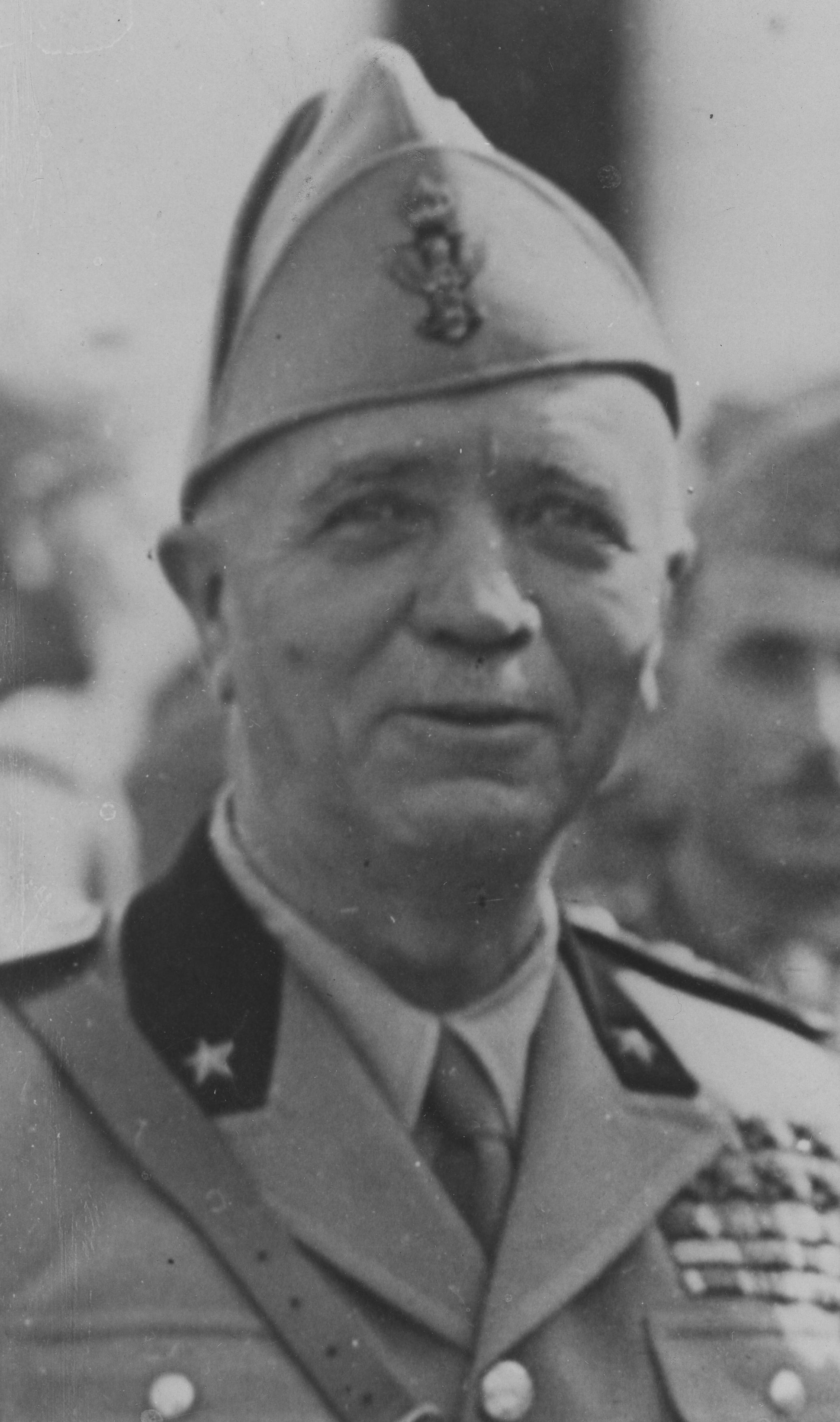
Pietro Badoglio

- Nella notte tra il 24 e il 25 luglio il Gran Consiglio del fascismo,[1] approva l'ordine del giorno Grandi che restituisce al re il compito di guidare le Forze Armate mettendo di fatto in minoranza Mussolini.
- 25 luglio
  - La mattina di domenica 25 luglio, dopo essersi recato regolarmente nel suo studio di Palazzo Venezia per occuparsi degli affari correnti, Mussolini chiede al sovrano di poter anticipare l'abituale colloquio del lunedì, e ottiene di presentarsi alle ore 17 a Villa Savoia (oggi Villa Ada). Vittorio Emanuele III comunica a Mussolini la sua sostituzione con Pietro Badoglio, garantendogli l'incolumità. All'uscita da Villa Savoia Mussolini viene arrestato, su ordine del re, dai carabinieri.

- - Pietro Badoglio che dà notizia del suo incarico come capo del Governo per radio alle ore 22,45 avvertendo che «la guerra continua e che l'Italia resta fedele alla parola data».
  - Immediatamente i cittadini romani manifestano nella notte e il giorno successivo la loro gioia per la caduta del fascismo. Gli operai del Poligrafico dello Stato, in via Gino Capponi, all'Alberone e quelli dello stabilimento Manzolini lasciano il lavoro e vanno nel centro della città a manifestare. Vengono bruciate le tessere del PNF dagli impiegati del Ministero delle comunicazioni a Porta Pia; le sedi della GIL, specie nella periferia sono devastate. Ovunque vengono rimossi simboli del regime.
  - In via Agostino Depretis, presso il Viminale, la milizia fascista spara dalla sede della Difesa contraerea territoriale (Dicat) sui manifestanti uccidendone due e ferendone quattro. La sparatoria si conclude con l'arrivo della polizia e dell'esercito che disarma i militi.
  - Al "Palazzaccio", il Palazzo di giustizia, una manifestazione di avvocati antifascisti si trasforma in una spedizione al carcere di Regina Coeli dove con l'aiuto dei familiari di detenuti e dei trasteverini vengono messi in libertà circa 1000 uomini e 500 donne.
  - Il governo ordina la liberazione dei detenuti politici fatta eccezione per comunisti ed anarchici e vieta - perdurando la guerra - la ricostituzione dei partiti politici. Dispone che la polizia e l'esercito, a cui è affidato il mantenimento dell'ordine pubblico possano disperdere i manifestanti con l'uso delle armi; dichiara sciolto il PNF e tutte le sue organizzazioni, come auspicato dall'appena costituito "Comitato nazionale delle correnti antifasciste".[2] che ancora non ha nessun effettivo potere e tanto meno l'autorità estesa a livello nazionale.[3]
- 31 luglio - Il Comitato nazionale delle correnti antifasciste decide di presentarsi al Maresciallo d'Italia Pietro Badoglio, capo del governo, che sino ad allora aveva messo in atto una politica repressiva nei confronti del movimento antifascista anche per non insospettire gli alleati tedeschi.[4]

## Agosto 1943
- 3 agosto - Badoglio constatata l'impossibilità di governare le manifestazioni di piazza, riceve le opposizioni antifasciste che in cambio offrono la legittimazione del suo governo.[5]

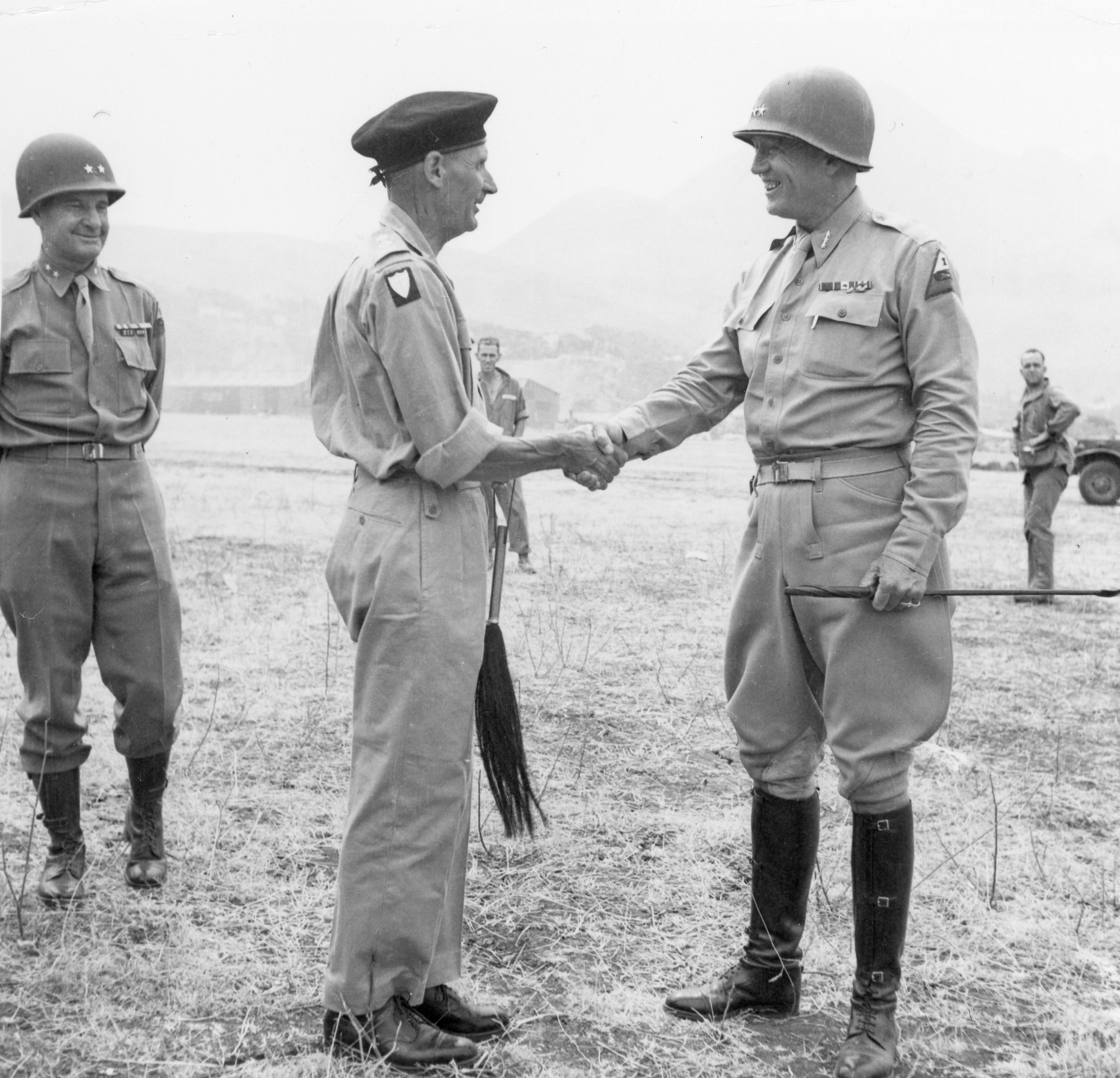
Il generale Patton a Palermo riceve il 28 luglio 1943 il gen. Montgomery all'aeroporto.Lo Sbarco in Sicilia è concluso

- 11-12 agosto - Si riunisce nello studio di Giuseppe Spataro il Comitato nazionale delle correnti antifasciste che chiede la sostituzione del governo Badoglio accusandolo di non aver contrastato adeguatamente i fascisti e di aver permesso alle truppe tedesche l'occupazione di Roma. Mettono da parte per il momento ogni progetto di azione insurrezionale per evitare la reazione tedesca.[6]
- 13 agosto - La città è nuovamente bombardata dagli alleati nei quartieri Tiburtino, Prenestino, Casilino, Tuscolano. L'attacco, eseguito da bombardieri statunitensi, causa danni forse ancora maggiori del primo, che l'aveva colpita il 19 luglio (bombardamento di San Lorenzo): nei due bombardamenti morirono oltre 2.000 civili innocenti e parecchie altre migliaia rimasero feriti, senza casa e lavoro. In città vengono così a mancare servizi essenziali, mentre la fame si diffonde e la capitale si fa invivibile.[7]
- 14 agosto - il governo dichiara unilateralmente Roma "città aperta". Ci si riferisce ad una città ceduta, per accordo esplicito o tacito tra le parti belligeranti, alle forze nemiche senza combattimenti con lo scopo di evitarne la distruzione. Lo statuto di città aperta viene attribuito tenendo conto del particolare interesse storico o culturale della città, oppure in virtù del consistente numero di civili presenti nella popolazione. La città dichiarata "aperta" non deve tuttavia presentare alcun interesse strategico nel conflitto in corso in modo che la sua liberazione non determini l'esito finale della guerra. Gli Alleati avevano già dichiarato, prima ancora del "25 luglio", che una eventuale dichiarazione di "città aperta" del governo italiano - ove non accompagnata da smilitarizzazione con possibilità di verifica da parte di osservatori neutrali - non avrebbe avuto alcun valore. («Roma potrebbe venire considerata una città aperta soltanto nel caso in cui l'esercito, le installazioni militari, gli armamenti e le industrie di guerra venissero rimossi [...] Qualora il regime fascista decidesse di salvare Roma facendone una città aperta, dovrebbe rilasciare una precisa dichiarazione in modo da consentire agli Alleati, agendo attraverso rappresentanti neutrali, di determinare quando la necessaria smilitarizzazione abbia avuto luogo».[8]
- 17 agosto - Gli anglo-americani attraversano lo stretto di Messina e si dirigono verso la Lucania e la Campania.
- 30 agosto
  - I partiti di sinistra antifascisti danno vita ad una giunta militare di cui fanno parte per il Partito d'Azione Riccardo Bauer, per il PCI Luigi Longo e per il PSIUP Sandro Pertini.
  - Il programma è quello di combattere i tedeschi assieme all'esercito regio. Roma è divisa in otto zone militari con un comando di volontari ai quali vengono promesse dall'esercito le armi necessarie.

## Settembre 1943
(scritta su un muro nel Lungotevere - 9 settembre 1943)
- 3 settembre - viene siglato segretamente l'armistizio di Cassibile o armistizio "corto". Il Regno d'Italia cessa le ostilità contro le forze britanniche e statunitensi. Più che un armistizio è una vera e propria resa senza condizioni da parte di un'Italia ormai allo stremo.
- 7 settembre - ufficiali americani giungono segretamente a Roma per organizzare (Operazione Giant 2) un lancio di paracadutisti americani a Cerveteri e Furbara per intervenire in soccorso degli italiani in occasione dell'annuncio ufficiale dell'armistizio e difendere così efficacemente Roma dai tedeschi. L'operazione fallisce vista l'impossibilità di liberare gli aeroporti dai presidi tedeschi.

- 8 settembre
  - alle ore 12, squadriglie di fortezze volanti americane si susseguono nel bombardamento di Frascati e in particolare di Villa Torlonia sede di Albert Kesselring. Il comandante supremo tedesco, che si trova altrove, non subirà le conseguenze del bombardamento e assieme a Rommel, che ha il comando per il Nord Italia, guiderà l'operazione Alarico, piano di occupazione del suolo italiano e di contrasto dell'esercito regio in Jugoslavia, in Grecia, Albania, Dodecanneso.
  - Alle ore 16 l'agenzia Reuters annuncia che l'Italia si è arresa senza condizioni agli alleati. Mezz'ora dopo il generale Eisenhower, comandante alleato per il Mediterraneo, conferma da Radio Algeri la resa degli italiani.
  - Alle ore 19.45 L'Eiar manda in onda una registrazione del maresciallo Pietro Badoglio che annuncia l'armistizio,[10] Il maresciallo ordina di cessare gli atti di guerra contro gli alleati ma, nello stesso tempo, di opporsi con le armi "ad eventuali attacchi da qualsiasi altra provenienza".
  - La parte conclusiva della dichiarazione genera una ambiguità di interpretazioni tale che in un primo momento viene presa per l'annuncio della fine della guerra.
  - Alle ore 20,30 dello stesso 8 settembre inizia la battaglia per la difesa di Roma.

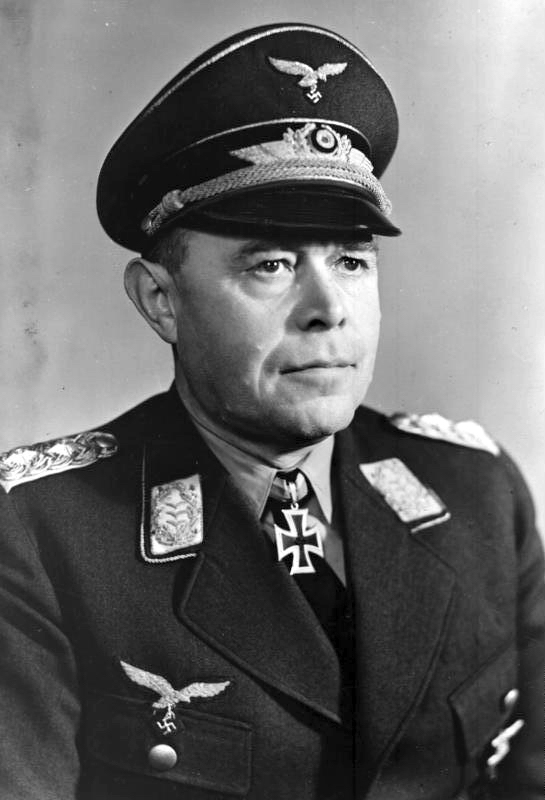
Il feldmaresciallo Albert Kesselring, comandante supremo di tutte le forze tedesche in Italia

- - Paracadutisti tedeschi prendono con la forza un deposito di carburante presidiato da soldati italiani a Mezzocammino sulla via Ostiense dando inizio alla battaglia per Roma.[11].
  - I tedeschi si dirigono a ponte Galeria, e sulla sinistra del Tevere verso l'EUR, il Laurentino, la Cecchignola.
  - Tra divisioni a ranghi ridotti e quelle ancora efficienti, gli italiani possono contare su circa 60.000 uomini mentre Kesselring può disporre di 12.000 uomini pronti ad intervenire nelle zone a sud e a nord della capitale, e di 14.000 paracadutisti che hanno occupato l'aeroporto di Pratica di Mare impedendo quanto previsto dagli accordi tra gli italiani e gli alleati che avrebbero dovuto effettuare un lancio, annullato nella notte tra il 7 e l'8 settembre, di una divisione aviotrasportata americana in aiuto degli italiani.
  - Da Viterbo sono pronti a muovere su Roma 24.000 soldati della "Panzergranadieren" con 350 carri armati.

- 9 settembre -Senza incontrare nessuna difficoltà Vittorio Emanuele III, la sua famiglia, Pietro Badoglio con la maggior parte dei ministri, lasciano Roma per Pescara per poi imbarcarsi sulla nave da guerra "Baionetta" ed arrivare a Brindisi appena occupata dagli Alleati.
  - Inizia lo sbarco a Salerno che fu una delle tre operazioni di invasione alleate in Italia nel settembre 1943, guidata dal generale Harold Alexander e dal suo 15º Gruppo d'Armate (comprendente la 5ª Armata del generale Mark Clark e l'8ª Armata Britannica del generale Bernard Montgomery).
  - L'operazione Avalanche si sviluppa nei pressi di Salerno, mentre le altre due operazioni di supporto vengono effettuate in Calabria (operazione Baytown) ed a Taranto (operazione Slapstick).
  - Continua la battaglia per la difesa di Roma nella città e nella zona dei castelli romani.
  - Ad Albano fascisti e tedeschi attaccano il comune difeso da soldati italiani mentre a Monterotondo soldati della divisione "Piave" e civili sbaragliano un reparto di paracadutisti tedeschi.
  - Le truppe tedesche, sebbene incontrino un'inaspettata reazione, sono ben coordinate e guidate tramite un sistema di comunicazioni efficace, al contrario degli italiani che hanno difficoltà di comunicazioni tra il centro operazioni a Monterotondo, sotto il generale Mario Roatta, e il comando supremo di Via XX Settembre. L'azione degli italiani appare priva di una visione complessiva sugli scontri in atto e lasciata a singole iniziative degli ufficiali.

Bandiera del C.L.N.

- - Si riuniscono nella mattinata i partiti del "comitato nazionale delle correnti antifasciste" dando vita sl C.L.N. (Comitato di Liberazione Nazionale) formazione interpartitica formata da movimenti di diversa estrazione culturale e ideologica, composta da rappresentanti comunisti (PCI), cattolici (DC), azionisti (PdA), liberali (PLI), socialisti (PSIUP) e democratico-progressisti (PDL). Il CNL pone in secondo piano il problema della forma istituzionale, monarchia o repubblica, da dare all'Italia liberata, giudicando primaria l'unità antifascista per la liberazione. Bisogna dare, sostiene il CLN, «precedenza alla lotta contro il nemico esterno, spostando a dopo la vittoria il problema dell'assetto Istituzionale dello Stato»
  - Il Partito Repubblicano Italiano e alcuni gruppi di sinistra rimangono fuori dal CLN, pur partecipando alla Resistenza, per la loro pregiudiziale posizione istituzionale antimonarchica; essi non accettano infatti il compromesso della rinuncia del CNL a porre subito il problema istituzionale a vantaggio dell'unità nazionale.
  - Oltre al CLN, nascono altri gruppi di resistenti che si raccolgono intorno a quella che sarà il movimento più numeroso, con 1183 uomini e donne, ed attivo, con 187 morti, della Resistenza romana: Bandiera Rossa[12] (ovvero il Movimento Comunista d'Italia, e capeggiata da Filiberto Sbardella, Raffaele De Luca, Orfeo Mucci, Cretara)[13] che esprime l'ideale politico repubblicano.

- 10 settembre
  - all'alba, viene ordinato agli italiani di arrendersi mentre si continua a combattere a Porta San Paolo, a Testaccio, a San Giovanni, dove gli ingressi delle mura sono stati bloccati dai tram messi di traverso dai tramvieri, nella zona di Santa Maria Maggiore sino a Via Nazionale.
  - La resa viene firmata nel pomeriggio dal generale Caviglia e Kesselring.
  - Nella tarda serata si combatte l'ultima battaglia della difesa di Roma alla stazione Termini dove il maggiore Carlo Benedetti con 13 soldati e numerosi civili difende il treno che ospita un comando operativo. Lo scontro vede la sconfitta degli italiani con la morte di 6 militari e 41 civili, dei quali 8 sconosciuti.
  - La sera dello stesso giorno il generale conte Giorgio Carlo Calvi di Bergolo viene nominato dai tedeschi governatore di Roma riconosciuta come "città aperta" per salvaguardarne l'aspetto culturale e storico. La città dovrà essere priva di ogni contingente militare. In realtà i tedeschi ne faranno una base per le operazioni a nord e a sud della capitale.

- 11 settembre
  - Scontri tra carabinieri che non vogliono farsi disarmare e tedeschi.
  - Soldati, civili, ex prigionieri alleati fuggiti dai campi di concentramento cominciano ad organizzare le prime bande partigiane fuori Roma. In città si formano, spontaneamente, o per iniziativa dei partiti e movimenti antifascisti, gruppi di sabotaggio e di guerriglia.
  - Conseguentemente aumentano sempre più i rastrellamenti operati dai tedeschi che convogliano a Pratica di Mare, principale campo di raccolta sotto il comando delle SS, i prigionieri da avviare ai lager fuori d'Italia.

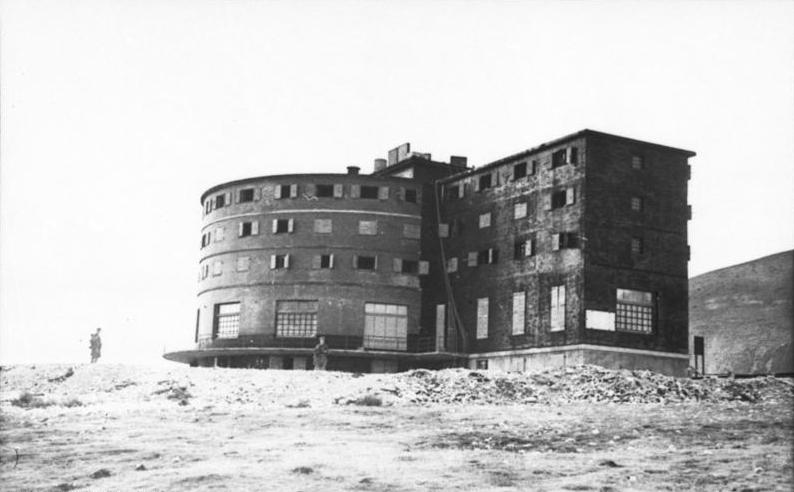
L'albergo in cui Mussolini era prigioniero, in una fotografia ripresa dai tedeschi il giorno della sua liberazione

- 12 settembre - Paracadutisti tedeschi liberano Mussolini prigioniero a Campo Imperatore sul Gran Sasso. Il Duce viene trasportato in aereo a Pratica di Mare e successivamente da Hitler nel quartier generale di Rastenburg (Prussia Orientale).
- 14 settembre - Viene rinvenuto morto in un albergo di Frascati per un colpo di pistola alla tempia il maresciallo d'Italia Ugo Cavallero fatto imprigionare da Badoglio dopo la caduta di Mussolini e successivamente liberato. Rimangono oscuri i motivi della morte.

- 20 settembre
  - Via Eleonora Duse, Parioli - Primo attacco della guerriglia cittadina. Un ordigno esplosivo viene fatto deflagare dalle Squadre Partigiane del Partito d'Azione contro la caserma della ricostituita MVSN, provocando morti e feriti. Ne sono responsabili Pilo Albertelli e Giovanni Ricci.
  - Il Comando tedesco dispone di non diffondere la notizia delle perdite; il giorno seguente fa affiggere in città manifesti che intimano ai civili, pena la morte, la consegna entro 24 ore dei fucili da caccia detenuti.
- 23 settembre
  - A Torre di Palidoro, località vicino a Roma, il giorno precedente due tedeschi sono morti per una deflagrazione avvenuta mentre perquisivano delle casse contenenti esplosivi.
  - 23 civili sono condannati alla fucilazione per rappresaglia dai tedeschi. Il vicebrigadiere dei carabinieri Salvo d'Acquisto si sacrifica in cambio della vita degli ostaggi.

Stemma della Repubblica Sociale Italiana

- - Mussolini fonda la Repubblica Sociale Italiana (nata col nome di Stato Nazionale Repubblicano, detta comunemente anche Repubblica di Salò)
  - Il generale Calvi di Bergolo e altri ufficiali che rifiutano di giurare fedeltà alla neonata Repubblica Sociale vengono arrestati e deportati in Germania[14]. La divisione "Piave" che aveva il compito di assicurare l'ordine a Roma sorpresa nella sede del Liceo Giulio Cesare a Corso Trieste viene sciolta con l'ordine di arruolarsi con i nazifascisti.
  - Il colonnello del genio, Giuseppe Cordero Lanza di Montezemolo riesce a fuggire in abito borghese dal Ministero della Guerra in via XX Settembre. Diverrà il comandante del Fronte militare clandestino sino al giorno del suo arresto il 25 gennaio 1944 ad opera di un delatore. Sarà una delle vittime delle Fosse Ardeatine.
- 24 settembre - Zona San Giovanni e Piazza Fiume - Nella notte, scontri tra la polizia (passata agli ordini del gerarca fascista Guido Buffarini Guidi) e gruppi di partigiani.
- 25 settembre - 455 lavoratori sui previsti 16.400 obbediscono al bando di precettazione obbligatoria.

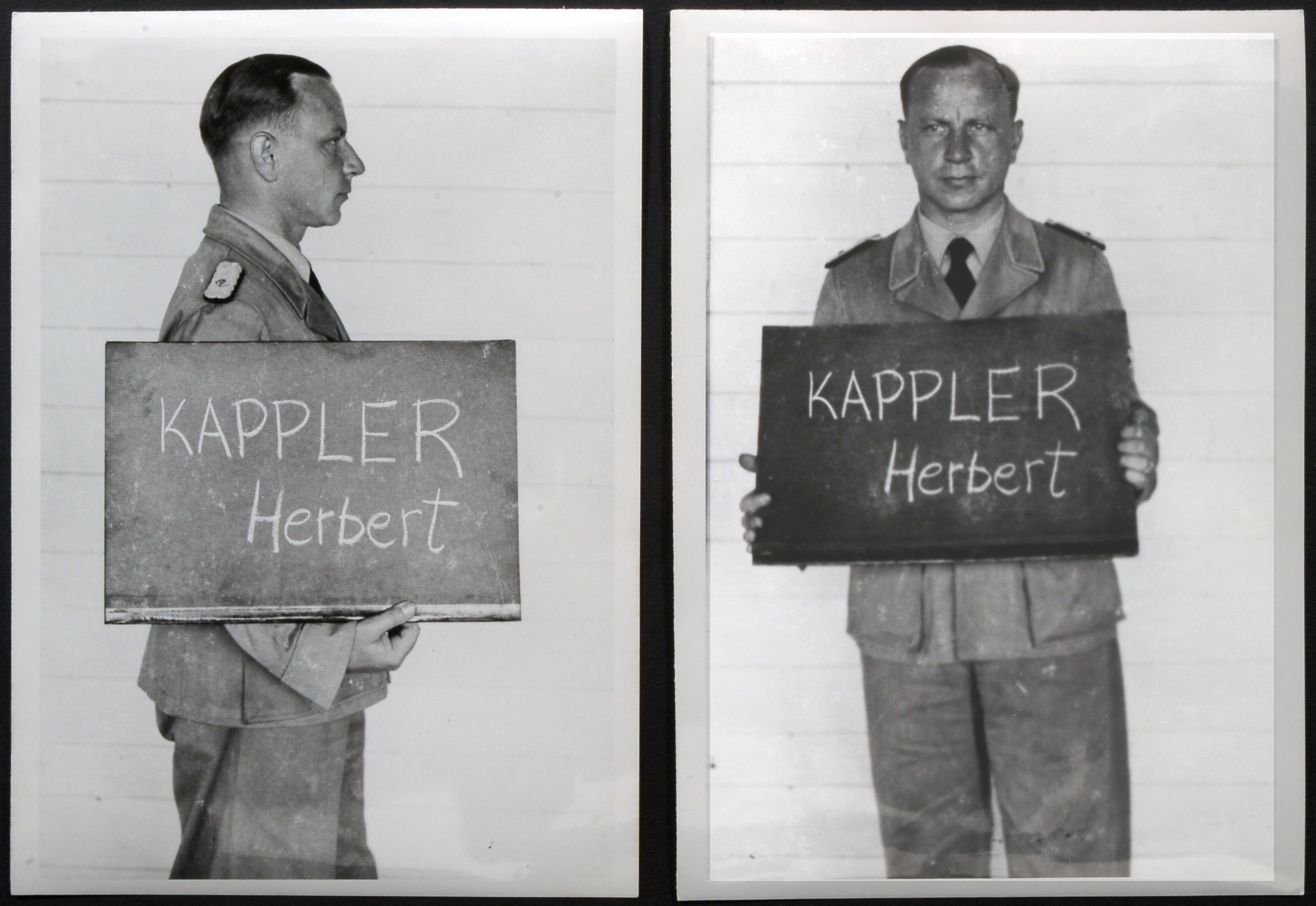
Herbert Kappler in una foto scattata dagli alleati nel 1945

- 27 settembre - Nel pomeriggio di domenica 27 settembre, Kappler convoca presso il proprio ufficio a Villa Wolkonsky il rabbino capo della Comunità israelitica di Roma, Foà, e il suo presidente Almansi, intimando loro la consegna, entro trentasei ore, di almeno cinquanta chilogrammi d'oro, minacciando altrimenti la deportazione di duecento ebrei romani verso la Germania. L'oro fu raccolto e consegnato con un ritardo di poche ore, comunque entro i limiti di una breve proroga accordata dallo stesso Kappler ai responsabili della Comunità ebraica romana, che contava circa 12.000 persone, per raccogliere tutto l'oro richiesto.
- 28 settembre - Kappler penetra negli uffici della Comunità impadronendosi del denaro e degli archivi con i nomi e i recapiti degli ebrei romani.

- 30 settembre - L'irlandese monsignor Hugh O'Flaherty[15], con l'ambasciatore inglese presso la Santa Sede Sir D'Arcy Osborne e il conte Sarsfield Salazar danno vita ad un'organizzazione chiamata "Giunta tripartita", per nascondere i soldati alleati fuggiti dai campi di concentramento o per portarli oltre le linee tedesche nelle zone occupate dagli alleati.

## Ottobre 1943
- 1º ottobre - Si conclude l'operazione Avalanche con l'entrata degli angloamericani a Napoli.
- 4 ottobre - Zona di Ponte Milvio - attacco di un gruppo di partigiani di Bandiera Rossa contro una colonna di automezzi tedeschi in transito. L'azione è condotta al comando del maresciallo della Regia Aeronautica Vincenzo Guarniera, detto Tommaso Moro.
- 7 ottobre - I tedeschi arrestano e avviano alla deportazione circa millecinquecento carabinieri (gli occupanti ritenevano infatti che l'Arma fosse loro ostile in quanto fedele alla monarchia sabauda); i carabinieri che sfuggirono alla razzia (novemila, secondo una valutazione effettuata nell'immediato dopoguerra) iniziarono immediatamente a riorganizzarsi, unificandosi in novembre sotto il comando del generale Filippo Caruso[16].
- 13 ottobre
  - Il governo italiano dichiara guerra alla Germania. Gli angloamericani e i russi riconoscono gli italiani non alleati ma cobelligeranti.
  - Sandro Pertini e Giuseppe Saragat, membri del CLN sono arrestati e imprigionati a Regina Coeli.

 IL 16 OTTOBRE 1943

 QVI EBBE INIZIO

 LA SPIETATA CACCIA AGLI EBREI

 E DVEMILANOVANTVNO CITTADINI ROMANI

 VENNERO AVVIATI A FEROCE MORTE

 NEI CAMPI DI STERMINIO NAZISTI

 DOVE FVRONO RAGGIVNTI

 DA ALTRI SEIMILA ITALIANI

 VITTIME DELL'INFAME

 ODIO DI RAZZA

 I POCHI SCAMPATI ALLA STRAGE

 I MOLTI SOLIDALI

 INVOCANO DAGLI VOMINI

 AMORE E PACE

 INVOCANO DA DIO

 PERDONO E SPERANZA

 A CVRA DEL COMITATO NAZIONALE

 PER LE CELEBRAZIONI DEL VENTENNALE

 DELLA RESISTENZA

 23 OTTOBRE 1944

Trascrizione della lapide sottostante:

 "E NON COMINCIARONO NEPPURE A VIVERE"

 IN RICORDO DEI NEONATI

 STERMINATI NEI LAGER NAZISTI

 IL COMUNE POSE NELLA GIORNATA DELLA MEMORIA

 GENNAIO 2001
- 16 ottobre

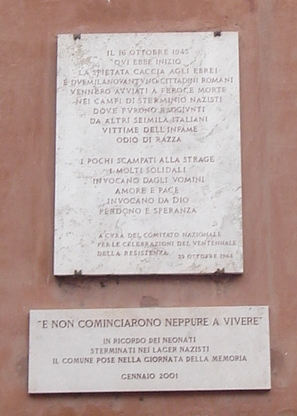
Lapide al ghetto di Roma con la seguente iscrizione:
IL 16 OTTOBRE 1943
QVI EBBE INIZIO
LA SPIETATA CACCIA AGLI EBREI
E DVEMILANOVANTVNO CITTADINI ROMANI
VENNERO AVVIATI A FEROCE MORTE
NEI CAMPI DI STERMINIO NAZISTI
DOVE FVRONO RAGGIVNTI
DA ALTRI SEIMILA ITALIANI
VITTIME DELL'INFAME
ODIO DI RAZZA
I POCHI SCAMPATI ALLA STRAGE
I MOLTI SOLIDALI
INVOCANO DAGLI VOMINI
AMORE E PACE
INVOCANO DA DIO
PERDONO E SPERANZA
A CVRA DEL COMITATO NAZIONALE
PER LE CELEBRAZIONI DEL VENTENNALE
DELLA RESISTENZA
23 OTTOBRE 1944
Trascrizione della lapide sottostante:
"E NON COMINCIARONO NEPPURE A VIVERE"
IN RICORDO DEI NEONATI
STERMINATI NEI LAGER NAZISTI
IL COMUNE POSE NELLA GIORNATA DELLA MEMORIA
GENNAIO 2001

  - Retata della Gestapo nel ghetto nella prima mattina del sabato, giorno festivo per gli ebrei, scelto appositamente per sorprenderne il più possibile.
  - Il rastrellamento è ordinato da Kappler che aveva promesso l'incoluminità agli ebrei in cambio dell'oro. Solo 17 si salveranno dei 1022 ebrei deportati nei campi di sterminio in Germania e Polonia.[17]
  - Il Vaticano con i prelati Roberto Ronca e Pietro Palazzini e privati cittadini daranno rifugio a 4447 ebrei mentre altri li denunceranno per incassare la taglia promessa dai tedeschi per la loro cattura.
- 17 ottobre
  - Per la prima volta - l'azione si ripeterà di frequente in seguito - i partigiani cospargono di chiodi a quattro punte le principali strade che conducono verso Cassino, al fine di squarciare gli pneumatici degli automezzi che compongono le colonne tedesche che alimentano il fronte, interrompendone la marcia.
  - L'idea originale è di Lindoro Boccanera, che lavorando presso il Museo Storico dei Bersaglieri a Porta Pia, ha preso spunto dall'uso di analoghi chiodi prodotti dagli austriaci durante la prima guerra mondiale, custoditi presso il museo come cimeli.
  - I chiodi impiegati dalla Resistenza vengono prodotti innanzitutto da Enrico Ferola presso la sua officina di Trastevere, in via della Pelliccia, ma si estende poi ad altre officine anche fuori Roma.
  - Ferola, catturato il 19 marzo 1944 dalla banda fascista di Pietro Koch, sarà trucidato alle Fosse Ardeatine).
  - A seguito di tali attacchi, i tedeschi diramano attraverso la stampa un comunicato che denuncia "i teppisti e gli incoscienti" autori del fatto, minacciando di effettuare gravi ritorsioni verso i civili che vivono lungo le strade ove avvengono gli attacchi. Ai sabotatori viene attribuita la responsabilità della fame, causata dal mancato trasporto dei viveri, che comincia a farsi sentire in città.
- 19 ottobre - Via Salaria - Azione partigiana di fronte all'aeroporto del Littorio: viene ucciso un portaordini motociclista dell'esercito tedesco.

- 20 ottobre
  - Tiburtino - Un folto gruppo di partigiani del gruppo Bandiera Rossa con base a Pietralata assalta il Forte Tiburtina, presidiato da soldati tedeschi, allo scopo di impadronirsi di armi, munizioni e viveri ivi abbandonati dall'Esercito Regio dopo l'8 settembre. L'attacco fallisce per l'intervento dall'esterno di un reparto di SS. Solo 3 attaccanti riescono a fuggire, mentre 22 sono catturati: 10 di essi subiscono un simulacro di processo e sono condannati a morte (saranno fucilati due giorni dopo assieme ad un passante innocente capitato per caso sul luogo dell'esecuzione, presso Rebibbia), altri 9 sono deportati in Germania. -
  - Pietro Badoglio, sette giorni dopo la dichiarazione di guerra dell'Italia alla Germania (13 ottobre), lancia un proclamo destinato agli italiani sotto occupazione tedesca, incitandoli a cagionare con ogni mezzo e dovunque danno al nemico.
- 25 ottobre - Via Salaria - Durante un conflitto a fuoco con un gruppo di partigiani restano feriti alcuni ufficiali tedeschi.
- 28 ottobre - Intera città - In occasione delle celebrazioni fasciste per l'anniversario della Marcia su Roma, i partigiani dei GAP attaccano con bombe a mano e colpi d'arma da fuoco un corteo fascista che sfila nei pressi di Sant'Andrea della Valle, in pieno centro, ferendo dodici fascisti. Analoga tecnica viene impiegata contro i militi della guardia della caserma di via Brenta, al quartiere Trieste. Un altro assalto viene portato contro una pattuglia fascista che transita di fronte alla scuola Gelasio Gaetani, in viale Mazzini, quartiere Della Vittoria. Altri attacchi partigiani colpiscono i fascisti in Trastevere e a Piazza Sonnino. In seguito ad analoghi attacchi un fascista resta ucciso al quartiere Flaminio, presso il ponte Littorio, attualmente dedicato a Giacomo Matteotti.
- 31 ottobre - Centro della città - I partigiani attaccano ed uccidono diversi fascisti in pieno centro: cadono un capomanipolo in corso Umberto I, un centurione in via del Plebiscito e un milite in piazza Vittorio Emanuele II.

## Novembre 1943
- 7 novembre - Vari quartieri - In occasione dell'anniversario della Rivoluzione d'ottobre i GAP tengono comizi lampo a piazza Fiume, quartiere Salario, ove interviene Franco Calamandrei[18], in pieno centro storico a largo Tassoni con Mario Leporatti e presso San Giovanni in Laterano, con Carlo Salinari. Un partigiano di Bandiera Rossa innalza una bandiera con la falce e martello su un edificio presso l'Alberone, nel quartiere Appio-Latino.
- 8 novembre - Viale Marconi - Partigiani colpiscono una vettura militare tedesca. Nello stesso giorno viene disposta la chiusura dei negozi alle 17:30.
- 14 novembre - Via IV Novembre - Partigiani lanciano bombe a mano in pieno centro contro un automezzo tedesco. Nella stessa giornata i nazifascisti conducono un rastrellamento nella zona di piazza Fiume.
- 18 novembre - Piazza Cavour - I GAP riescono a porre un estintore pieno di tritolo sotto il palco del cinema "Adriano", ove il maresciallo Rodolfo Graziani e il generale tedesco Rainer Stahel, a capo del Comando tedesco di Roma presenzieranno una manifestazione fascista. Per un difetto dell'innesco la bomba non esplode e l'attentato fallisce.
- 20 novembre
  - Aurelia - Poco fuori Roma, al XIII chilometro della via Aurelia, una formazione partigiana di Bandiera Rossa guidata a da Vincenzo Guarniera organizza un'imboscata contro una colonna motorizzata tedesca. Diversi automezzi vengono distrutti e cadono due ufficiali tedeschi.
  - la polizia della RSI, scoperta la stamperia clandestina ove si stampa l'organo del Partito d'Azione "Italia Libera", in via Basento 55, arresta Leone Ginzburg, Giuseppe Martini, Carlo Muscetta e Manlio Rossi Doria.[19]
- 30 novembre - Gianicolense - In un'operazione estremamente audace e coronata da completo successo, un gruppo di partigiani di Bandiera Rossa guidato da Vincenzo Guarniera assalta un autocarro della Polizia dell'Africa Italiana che conduce un plotone d'esecuzione al Forte Bravetta[20], nel suburbio Gianicolense, per fucilare sette partigiani. Catturato il mezzo, i partigiani indossano le uniformi dei militi disarmati ed accedono al forte in loro vece, ove hanno ragione del presidio, liberano i sette condannati a morte e fuggono insieme ad essi.

## Dicembre 1943
- 3 dicembre - Aurelia - Poco fuori Roma, al X chilometro dell'Aurelia, viene ucciso dai partigiani un milite fascista. Il giorno seguente, in Piazza di Spagna, un fascista uccide il magistrato Mario Fioretti, esponente del PSIUP.
- 5 dicembre - Centro della città - Di fronte al Teatro dell'Opera i GAP attaccano una pattuglia tedesca e danno alle fiamme due loro automezzi. In giornata viene arrestato il generale Vito Artale, del Fronte militare clandestino.
- 6 dicembre - Intera città - In sessanta cinema romani vengono lanciati volantini contro i nazifascisti. L'azione è eseguita da militanti di Bandiera Rossa. Due degli organizzatori ed esecutori dei lanci vengono catturati: Romolo Jacopini e Quirino Sbardella. Mentre le autorità organizzano posti di blocco permanenti ai principali accessi della capitale, arriva a Roma da Pesaro (dove era clandestinamente giunta per mezzo del sommergibile italiano Axum), una missione dell'OSS dotata di radio ricetrasmittenti, guidata dagli ufficiali del SIM, capitano Enrico Sorrentino e sottotenente Arrigo Paladini.
- 7 dicembre - Dintorni di Roma - I partigiani realizzano sabotaggi cospargendo di chiodi a quattro punte le vie Appia, Nettunense e Ardeatina.
- 8 dicembre
  - Appio-Latino e Pantano Borghese - I partigiani attaccano un'autorimessa occupata dall'esercito tedesco in via Albalonga (quartiere Appio-Latino), lanciando bombe a mano e incendiando i mezzi. Grazie ai collegamenti radio frattanto stabiliti con gli Alleati, i blocchi della circolazione realizzati cospargendo le strade con chiodi a quattro punte (di solito nei tratti in curva e impegnando una quarantina di metri di carreggiata) si fanno micidiali: sulle colonne tedesche bloccate, infatti, si avventano i cacciabombardieri angloamericani, avvertiti via etere.
  - Nel primo significativo episodio di questo tipo un'autocolonna tedesca viene bloccata a Pantano Borghese sulla via Casilina e sottoposta al fuoco dei partigiani che la inchiodano sul posto sino al sopraggiungere degli aerei alleati, che la distruggono.
- 12 dicembre
  - Centro della città - Il Fronte militare clandestino sottrae al Poligrafico dello Stato, in piazza Verdi, una notevole riserva di carta filigranata del tipo impiegato per stampare carte annonarie, quanto mai preziose per la crescente fame in città (nello stesso giorni i fornai ricevono l'ordine di panificare solo a giorni alterni, per carenza di farine). Con la carta sottratta verranno clandestinamente realizzate e distribuite mezzo milione di tessere contraffatte.
  - All'ospedale San Giovanni muore un milite fascista ferito dai partigiani alcuni giorni prima.
- 17 dicembre - Centro della città - In via Veneto, al rione Ludovisi, i GAP uccidono un ufficiale tedesco, mentre due fascisti subiscono la stessa sorte in via Donizetti (quartiere Pinciano) e in via Cola di Rienzo (rione Prati).
- 18 dicembre - Centro della città - i GAP compiono  un attentato in via Fabio Massimo, presso la trattoria Antonelli, con il risultato di nove morti e sette feriti, perlopiù operai italiani del servizio di lavoro. Altri otto militari tedeschi restano uccisi e numerosi feriti all'uscita dal cinema "Barberini", in piazza del Tritone, quando i GAP lanciano contro di loro una bomba.
- 19 dicembre - Centro della città - In via Veneto un gruppo di partigiani aderenti ai GAP (Maria Teresa Regard, Ernesto Borghesi e Franco Calamandrei), coadiuvati da Antonello Trombadori, depongono tre ordigni su davanzali delle finestre dell'Albergo Flora, ove ha sede il Tribunale Militare tedesco, riuscendo a dileguarsi. Due degli ordigni esplodono, causando notevoli danni al pianterreno dello stabile e un numero di vittime all'interno non precisato dai tedeschi.
- 20 dicembre
  - Centro della città e dintorni di Roma - Attacco dei GAP al comando militare tedesco in Corso d'Italia. I partigiani delle Brigate Garibaldi e del Fronte militare clandestino operanti ad Albano, Genzano e Marino attaccano con esplosivi (confezionati dal minatore Marcaurelio Trovaluci) le linee ferroviarie Roma-Formia e Roma-Cassino, attraverso le quali viene rifornito il fronte della Linea Gustav.
  - Tali azioni sono condotte da Salvatore Capogrossi, Pino Levi Cavaglione, Ferruccio Trombetti, Alfredo Giorgi, Enzo D'Amico, Giuseppe, Giuseppe Mannarino, Amedeo Bianchi, Dante Appetiti, Ippolito Silvagni, Neglio Lommi.
  - I danni inflitti alle forze germaniche sono imponenti: la distruzione del ponte "Setteluci" sulla linea per Cassino al passaggio di un treno provoca la morte di 400 militari che effettuavano un avvicendamento al fronte.
  - Tra Colonna e San Cesareo la mina viene invece fatta brillare contro un treno carico di munizioni e di armi diretto a sud.
  - Il giorno successivo il comandante tedesco della piazza di Roma vieta l'uso delle biciclette (normalmente impiegate dai partigiani per i loro spostamenti e per condurre attacchi in città) tra le 17 e il mattino.
- 22 dicembre - Sempre allo scopo di individuare i partigiani, che si spostano in continuazione, viene vietato qualsiasi cambio di domicilio senza autorizzazione e per i portieri degli stabili, ritenuti responsabili dell'osservanza del divieto, viene disposta la deportazione in Germania se non ottemperano all'ordine.

- 24 dicembre

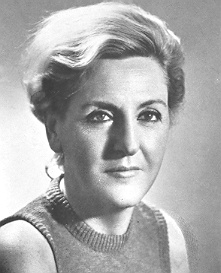
Carla Capponi

  - Centro della città - Scontro a fuoco tra partigiani e militari tedeschi in via di Porta Castello, (rione Prati), presso Castel Sant'Angelo e via della Conciliazione.
  - Centro della città - Mario Fiorentini, partigiano dei GAP, giunto in bicicletta sul lungotevere che sovrasta via della Lungara, nel rione Trastevere, lancia un ordigno esplosivo contro l'ingresso del carcere di Regina Coeli, mentre 28 militari tedeschi sono impegnati nel cambio della guardia. Nei pressi sono pronti all'azione Carla Capponi (che poco prima gli ha affidato il tubo metallico pieno di esplosivo), Lucia Ottobrini, Franco di Lernia e Rosario Bentivegna. Otto militari tedeschi restano uccisi, molti altri feriti. Fiorentini, inforcata la bici, si dà alla fuga e riesce a sfuggire incolume al fuoco cui viene fatto segno da altri militari affacciatisi alle finestre, riuscendo a riparare in via Sant'Agostino, presso la libreria antiquaria di Fernando Bertoni.
  - A seguito di questo ennesimo attacco, il comando tedesco ordina a militari e polizia di aprire il fuoco contro ogni ciclista che non si fermi immediatamente all'alt.
  - Poco dopo viene totalmente vietato ai civili l'uso delle biciclette.
- 30 dicembre - Centro della città - Una centralina elettrica sita nel piazzale della stazione Termini viene messa fuori uso dai partigiani. Il comando militare della Resistenza segnala che durante il mese di dicembre le formazioni partigiane attive in città hanno ucciso 17 militari germanici.

## Gennaio 1944
- 2 gennaio - In Via delle Terme una colonna motorizzata tedesca viene attaccata con spezzoni incendiari.
- 3 gennaio - Ordigni esplosivi collocati da partigiani fanno saltare alcuni vagoni ferroviari nello scalo di San Lorenzo.
- 4 gennaio
  - Il sacerdote trentunenne Don Giuseppe Morosini viene arrestato con il tenente Marcello Bucchi. L'arresto è avvenuto su delazione di Dante Bruna, infiltrato della Gestapo tra i partigiani di Monte Mario, che ha finto, per comprometterli, di voler vendere un mitragliatore ai due. Don Morosini, trovato in possesso di una pistola e di esplosivi, è accusato di aver fatto giungere agli alleati una mappa, avuta da un ufficiale austriaco, delle postazioni tedesche a Cassino. Morosini e Bucchi torturati perché rivelino nomi di partigiani non parleranno e ognuno dei due tenterà di salvare il compagno accollandosi ogni responsabilità.
  - Bucchi sarà ucciso insieme agli altri prigionieri alle fosse Ardeatine il 24 marzo 1944 mentre, nonostante l'intervento diretto del papa, don Morosini sarà fucilato il 3 aprile del 1944.[21]

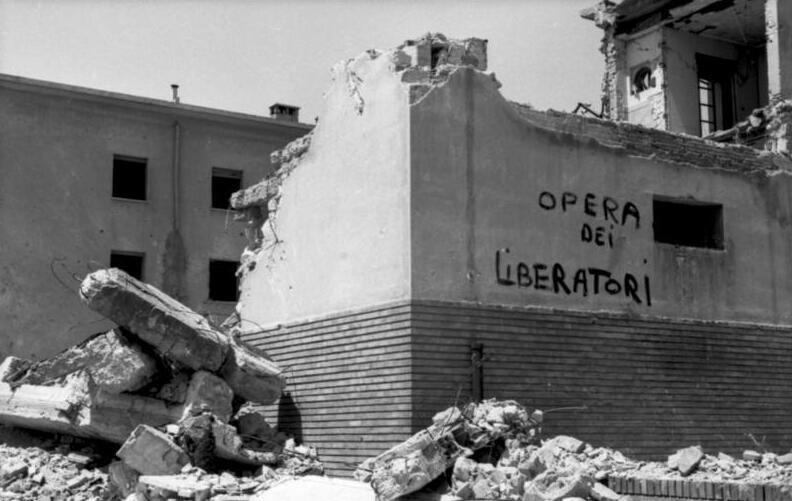
Scritta di propaganda fascista su una casa di Roma distrutta dalle bombe alleate nel 1944

- 10 gennaio. Un appartenente a Bandiera Rossa, Carlo Anzaloni, infiltrato dei fascisti, conduce per suo conto trattative, che non approderanno a niente di concreto, con Kappler che si dichiara disposto a lasciare Roma purché cessino le azioni partigiane.
- 15 gennaio - Aerei alleati bombardano i quartieri di Centocelle, Cinecittà, Quadraro
- 17 gennaio - Sabato Martelli Castaldi e Roberto Lordi, generali della Regia Aeronautica preposti a dirigere il Polverificio Stacchini di Colleferro, si recano a via Tasso in qualità di collaboratori della Wehrmacht per chiedere la liberazione del proprietario della fabbrica, sospettato di rifornire i partigiani. Saranno arrestati e fucilati alle Fosse Ardeatine.
- 19 gennaio - Il quartiere Quadraro è colpito da un nuovo, violento, bombardamento aereo.
- 20 gennaio - Franco Sabelli, collaboratore infiltrato dalla Gestapo, arresta il diciassettenne Luigi Selva del Partito d'Azione che mentre viene condotto a Via Tasso salta dall'auto ma sarà colpito a morte.
- 21 gennaio
  - Bombardamenti alleati con distruzione di abitazioni e morte di civili sulla borgata Gordiani, Casal Bertone, la borgata Marranella, Tor Pignattara e Centocelle.
  - Automezzi tedeschi in un garage di via San Nicola da Tolentino vengono distrutti da un gruppo di partigiani.

- 22 gennaio - Sbarco di alleati ad Anzio e Nettuno. I tedeschi sorpresi dall'attacco si accingono a lasciare Roma ma il generale Lukas si attarda per organizzare in forze l'avanzata. Perde così il vantaggio della sorpresa permettendo a Kesselring di far arrivare truppe di rincalzo per opporsi agli alleati. Anche i partigiani romani che si preparavano all'insurrezione desistono vista la resistenza organizzata dei tedeschi che sembrano in grado di ributtare in mare gli alleati.
- 24 gennaio
  - In via del Tritone, via Francesco Crispi e in via Barberini autocolonne di camion tedeschi vengono attaccati da brigate partigiane.
  - Maria Teresa Regard dei GAP Centrali, mette una bomba nel posto di ristoro tedesco alla stazione Termini. L'esplosione causa 20 morti e diversi feriti.
  - Con l'azione di un gruppo delle Brigate Matteotti comandate da Giuliano Vassalli, con l'aiuto di Giuseppe Gracceva, Massimo Severo Giannini, Filippo Lupis, Ugo Gala Marcella Ficca Monaco e Alfredo Monaco, medico del carcere di Regina Coeli, grazie a falsi documenti di scarcerazione evadono Sandro Pertini e Giuseppe Saragat, con Luigi Andreoni e quattro ufficiali badogliani (Luigi Allori, Carlo Bracco, Ulisse Ducci e Torquato Lunedei).
- 25 gennaio
  - Il colonnello Giuseppe Cordero Lanza di Montezemolo, comandante del Fronte militare clandestino, è arrestato assieme al diplomatico Filippo De Grenet. Il comando del Fronte militare clandestino è assunto dal generale Quirino Armellini.
  - La Gestapo, su informazioni di un infiltrato in Bandiera Rossa, il sottotenente delle SS italiane, Mauro De Mauro, arresta Aladino Govoni, Unico Guidoni, Uccio Pisino, Ezio Lombardi, Tigrino Sabatini. Moriranno il 24 marzo 1944 alle Fosse Ardeatine.
- 26 gennaio - Viene arrestato Giuseppe Celani, funzionario all'Annona, che organizza la falsificazione delle tessere annonarie.
- 28 gennaio - In piazza dei Mirti è ucciso un milite fascista della polizia ferroviaria.
- 29 gennaio
  - Il sacerdote Don Pietro Pappagallo e il ten. col. Roberto Rendina denunciati dal collaborazionista Gino Crescentini, vengono arrestati dalla Gestapo con l'accusa di favorire la fuga dei prigionieri italiani ed alleati e di proteggere gli ebrei fornendo loro documenti falsi. Saranno entrambi uccisi alle fosse Ardeatine.
  - Arrestato e ucciso alle Ardeatine il redattore del giornale clandestino L'Unità, Gioacchino Gesmundo che forniva armi e i chiodi a quattro punte per sabotare gli automezzi tedeschi.
  - In una manifestazione antifascista di universitari e liceali, lo studente Massimo Gizzio viene aggredito e ucciso da fascisti del gruppo "Onore e Combattimento".
- 30 gennaio. In un'azione dei GAP viene ucciso a Torpignattara il capo rionale fascista Amedeo Di Giacomo.
- 31 gennaio
  - In una retata a via Nazionale vengono rastrellati 2000 uomini da avviare alla costruzione di difese sul fronte di Anzio e al lavoro coatto in Germania.
  - Una colonna tedesca viene assalita in via dell'Impero da gappisti.
  - Il coprifuoco in Roma inizia alle 18 ma alle ore 16 tutti i negozi devono chiudere.

## Febbraio 1944
- 1º febbraio - Il deposito d'armi ed esplosivi dei GAP Centrali in via Giulia viene scoperto dalla Gestapo. Sono arrestati e detenuti in via Tasso gli artificieri: il gappista Giorgio Labò che sarà fucilato a Forte Bravetta e Gianfranco Mattei, ventisettenne docente universitario di fisica, che s'impiccherà in una cella nella notte tra il 6 e il 7 febbraio.
- 2 febbraio - In via Giulia viene arrestato Antonello Trombadori, comandante dei GAP centrali, che si salva dalla fucilazione perché i suoi compagni non ne rivelano l'identità.

- 3 febbraio

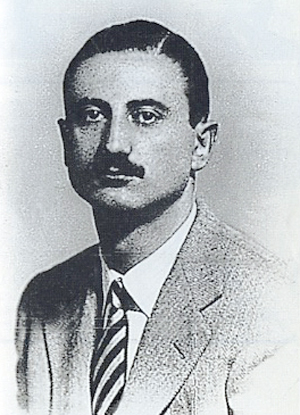
Pietro Koch

  - Nella notte tra il 3 e il 4 febbraio Pietro Koch nonostante l'extraterritorialità della Basilica di San Paolo fuori le mura vi fa irruzione e arresta 67 rifugiati.
  - Un'autocolonna tedesca è attaccata a Centocelle.
- 5 febbraio - Leone Ginzburg per le torture subite muore a Regina Coeli.
- 7 febbraio - Un camion tedesco viene fatto esplodere in via Carlo Alberto.

La sala ristoro dei soldati tedeschi della Stazione Termini viene fatta segno a un secondo attentato che causa morti e feriti.
- 10 febbraio - Bombardamento alleato a Castel Gandolfo. Viene danneggiata anche la residenza del Papa.
- 12-14 febbraio - Massicci bombardamenti alleati sul centro e la periferia romana.
- 15 febbraio
  - Bombardamento alleato a tappeto di Montecassino.
  - Romualdo Chiesa, dirigente dei Cristiano Sociali torturato in via Tasso verrà accecato. Morirà alle Ardeatine.
- 16 e 17 febbraio - Continuano i bombardamenti alleati sulla periferia romana e sul centro a Trastevere.
- 18 febbraio
  - Attentato dei GAP a Giuseppe Pizzirani, segretario dei fascisti romani, che riesce a salvarsi.
  - Alla stazione Ostiense un vagone di munizioni del convoglio diretto a Cassino viene fatto saltare dai partigiani.
  - Pena di morte prevista per i renitenti alla leva della RSI.
- 23 febbraio- Armando Stampacchia, capo della polizia fascista del Quadraro si salva da un primo attentato. Non sfuggirà alla morte in un nuovo attentato il 25 febbraio.
- 24 febbraio- Ferdinando Agnini, capo dell'organizzazione giovanile USI-Unione Studenti italiani dalla prigione cerca di avvertire il padre affinché faccia fuggire i membri del suo gruppo. Il biglietto intercettato dalla polizia costituirà una prova d'accusa per Ferdinando che morirà alle fosse Ardeatine.
- 27 febbraio - I partigiani fanno saltare un autocarro carico di munizioni a viale Africa.

## Marzo 1944
- 1º marzo - Pilo Albertelli arrestato tenterà più volte il suicidio. Morirà alle fosse Ardeatine.
- 3 marzo
  - I quartieri Tiburtino e Ostiense contano 600 morti e un migliaio di feriti a seguito di un bombardamento aereo.
  - Davanti alla caserma in viale Giulio Cesare famigliari dei rastrellati per la deportazione chiedono la loro liberazione. Un prigioniero tenta di fuggire da una finestra ma viene ucciso. Teresa Gullace, incinta del sesto figlio cerca di gettare un pacchetto con del cibo al marito ma mentre si fa largo tra la folla viene uccisa da un soldato tedesco. Nel pomeriggio dello stesso giorno gappisti tenteranno un attacco alla caserma.
- 7-10 marzo - Si intensificano le azioni partigiane che portano alla distruzione di automezzi tedeschi e convogli ferroviari. Numerosi morti per un'azione gappista in un corteo di fascisti.
- 12 marzo - Dopo un discorso di papa Pio XII giovani cattolici manifestano in piazza San Pietro contro la guerra e i nazifascisti. I giovani vengono incitati alla Resistenza dal comizio improvvisato del sacerdote Don Paolo Pecoraro che verrà arrestato.
- 13 - 18 marzo - Si intensificano i bombardamenti aerei alleati su Roma.
- 17 marzo - Un tenente di polizia, Maurizio Giglio, in realtà agente dell'OSS, viene scoperto ed arrestato dalla banda di Pietro Koch e torturato a via Tasso. Morirà alle fosse Ardeatine.

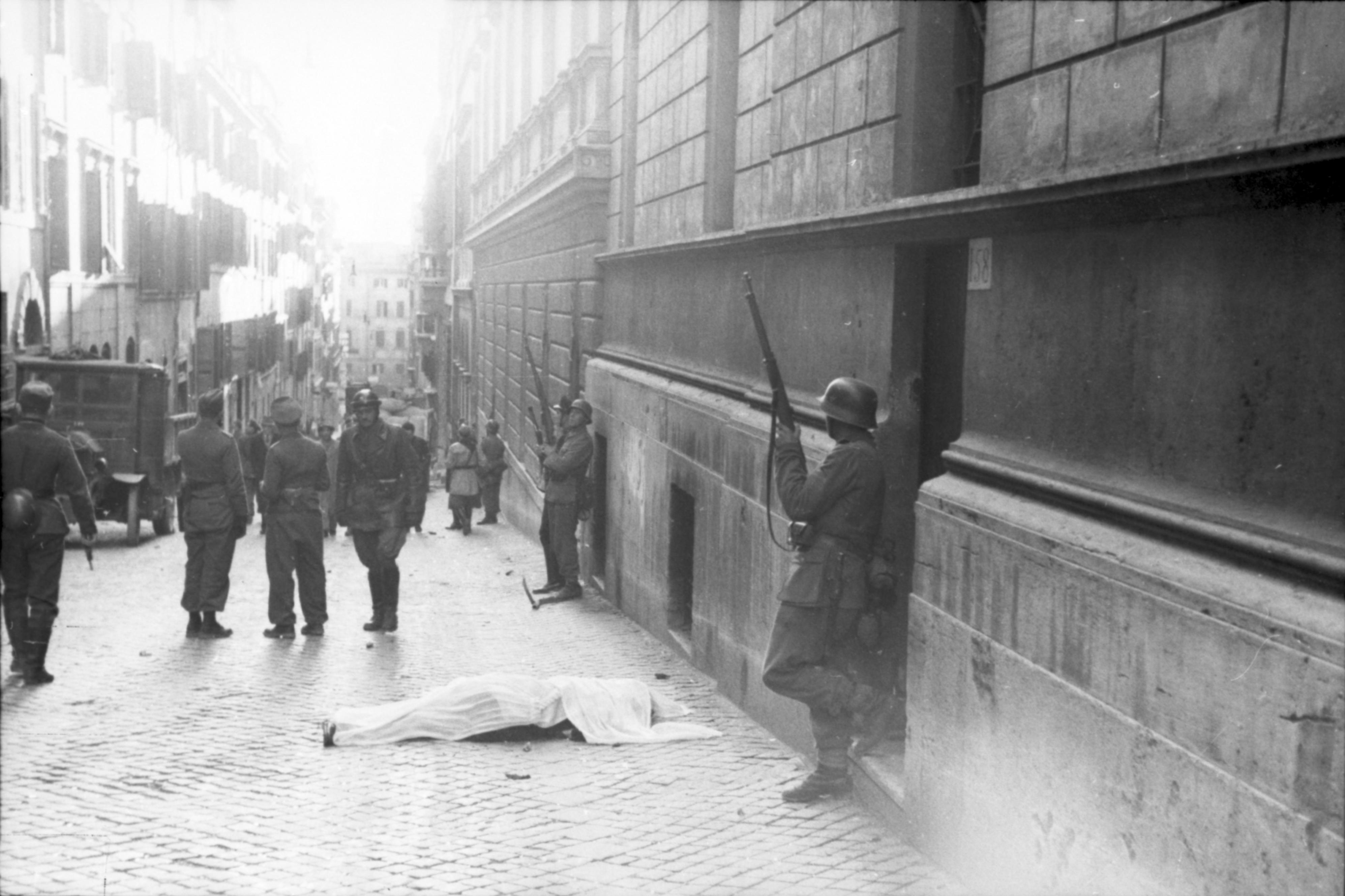
Foto dei momenti successivi all'attentato di Via Rasella

- 23 marzo - I GAP Centrali al comando di Carlo Salinari (Spartaco) e Franco Calamandrei (Cola) compiono un attentato in Via Rasella durante il transito di una compagnia del Polizeiregiment "Bozen", composta da 156 militari altoatesini. L'azione si concluse con la morte di 32 militari e 110 feriti (un altro soldato del "Bozen" spirò in ospedale il giorno dopo). persero la vita nell'attentato almeno altri due civili italiani tra cui il tredicenne Piero Zuccheretti. I gappisti non subirono perdite.
- 24 marzo - Kappler per rappresaglia all'attentato di via Rasella, su ordine diretto di Hitler, comanda l'uccisione degli ostaggi che avverrà nelle cave di pozzolana alle Fosse Ardeatine. Vi trovano la morte 335 italiani, tra partigiani, civili rastrellati a caso ed ebrei detenuti (75).
- 25-31 marzo - Sparatorie con vittime tra i partigiani e fascisti in piazza Santa Maria Maggiore, in via Orvieto e al Quarticciolo.
- 27 marzo - Negli uffici della presidenza dell'Opera Nazionale Balilla in via Fornovo, sede di enti assistenziali, i gappisti fanno esplodere due bombe che feriscono una donna e più gravemente due bambini suscitando molto panico[22].

## Aprile 1944
- 1º aprile
  - La diminuzione della razione del pane da un etto e mezzo a un etto causa una serie di manifestazioni di protesta di madri di famiglia nel quartiere Appio. Il giorno 6 aprile un camion carico di pane scortato da militi fascisti è preso d'assalto a Borgo Pio da una folla affamata che uccide un milite.
  - al Tiburtino III donne cercano di introdursi in un deposito di granaglie. Viene uccisa Caterina Martinelli madre di sette figli.
- 3 aprile
  - Vengono catturati dalle SS il capo delle Brigate Matteotti Pino Gracceva e il rappresentante del CLN a Roma, il socialista Giuliano Vassalli. Viene arrestato anche Amerigo Mei capo partigiano democristiano nei Monti Lepini sorpreso a Roma mentre cerca di procurarsi delle armi.
  - Azioni gappiste al Circo Massimo dove vengono distrutti automezzi tedeschi, alla Torretta dove vengono uccisi tre paracadutisti tedeschi, al Quarto Miglio bloccata e distrutta un'autocolonna tedesca.
  - La sede del fascio a San Lorenzo viene assaltata e devastata.

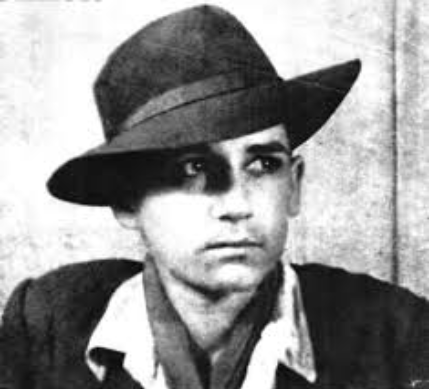
Giuseppe Albano detto il "gobbo del Quarticciolo"

- 10 aprile - Il "gobbo del Quarticciolo", Giuseppe Albano uccide in un'osteria di Cinecittà tre soldati tedeschi.
- 13 aprile - Il sindacalista socialista Bruno Buozzi viene arrestato e imprigionato a Via Tasso. Il 4 giugno sarà ucciso, con altri prigionieri, a La Storta dalla Gestapo che avrebbe dovuto condurlo a Nord.
- 16 aprile
  - Manifestazione di studenti presso la basilica di Santa Maria Maggiore dopo una messa di commemorazione per tre loro professori probabilmente uccisi: Pilo Albertelli, Salvatore Canalis, Gioacchino Gesmundo. Un paracadutista della Nembo che vuole arrestare uno di loro viene ucciso da un gappista che operava per la protezione degli studenti.
  - Membri del gruppo partigiano "Castelli Romani" sono arrestati a Roma dopo un incontro per il coordinamento con la Resistenza romana tenutosi nelle cantine della scuola elementare Giosuè Carducci in via La Spezia.

- 17 aprile - Verso le 4 del mattino Kappler dà il via all' "Unternehmen Walfisch" (Operazione Balena), bloccando da Porta Furba tutte le vie di accesso al quartiere del Quadraro centro operativo di bande partigiane e di gruppi isolati. Duemila persone rastrellate vengono riunite a Cinecittà e deportate nei campi di lavoro forzato.
- 23 aprile - Il gappista Guglielmo Blasi viene arrestato per furto e in possesso di documenti tedeschi falsificati. Per salvarsi diverrà collaboratore della banda Koch che riuscirà così ad arrestare Carlo Salinari, Pietro Calamandrei, Roul Falcioni, Duilio Grigioni, Luigi Pintor, Silvio Serra.

## Maggio 1944
- 1º maggio - Numerosi palazzi in Roma espongono bandiere rosse. I comitati dei partiti antifascisti proclamano uno sciopero generale che però fallisce.
- 5 maggio - Bonomi è riconfermato presidente del CLN centrale che decide di collaborare con il secondo governo Badoglio insediatosi a Salerno il 24 aprile. La questione istituzionale, monarchia o repubblica, è rinviata alla fine della guerra.

- 10 maggio

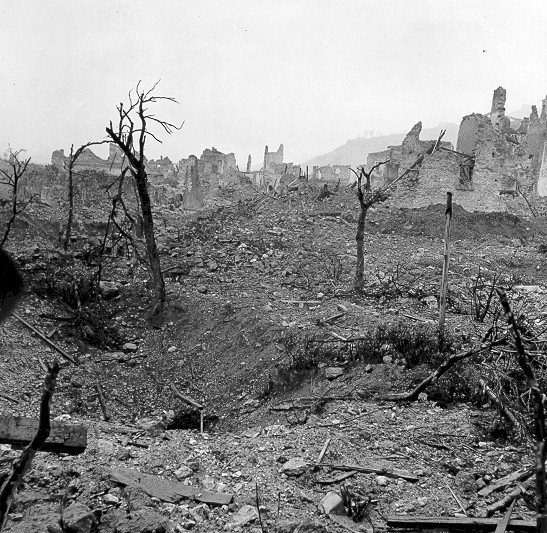
Rovine di Montecassino dopo la battaglia

  - Il generale Karl Wolff, capo delle SS in Italia, chiede ed ottiene di incontrarsi in segreto con Papa Pio XII.
  - Il motivo ufficiale è quello di evitare che una volta giunti a Roma gli alleati la città subisca vittime e distruzioni per una guerriglia casa per casa come ordinato da Hitler e Mussolini.
  - Kesselring sarà disposto a desistere dal difendere Roma se il CLN, tramite il Papa, garantirà che non vi sarà un'insurrezione popolare.
  - Il vero motivo della richiesta d'incontro di Wolff con il papa è invece quello di avviare trattative di pace in Svizzera con gli americani. Wolff riuscirà ad essere ricevuto dal papa ottenendo quanto si proponeva.
  - Al seguito di queste trattative sarà liberato il socialista Giuliano Vassalli rinchiuso e torturato a Via Tasso.
  - Il fronte clandestino è indebolito da numerosi arresti: dal 16 maggio al giorno 23 dello stesso mese si susseguono gli arresti della Gestapo dei membri della Resistenza: Riccardo Anronelli, socialista, il ten. col. Luigi Cano, il maggiore Alfeo Brandimarte, del Fronte militare clandestino, il capitano Fulvio Mosconi, capo della banda Fulvi.

- 18 maggio - Gli alleati prendono Montecassino.
- 25 maggio - Violenti bombardamenti alleati su Roma sino al 29 dello stesso mese.

## Giugno 1944
- 3 giugno - I tedeschi lasciano Roma rinunciando a resistere all'avanzata alleata che ha già preso la zona de Castelli Romani ma non senza aver eseguito le ultime fucilazioni di partigiani a Forte Bravetta. Il CLN ritiene inutile ogni tentativo di insurrezione popolare.
- 4 giugno
  - Primi nuclei dell'esercito alleato composti da canadesi a cui si sono affiancati gli uomini di Bandiera Rossa avanzano su Roma dalla via Casilina.
  - Un autocarro tedesco proveniente da via Tasso e carico di 14 prigionieri non può proseguire la sua fuga verso il Nord per un guasto. Tutti i prigionieri saranno fucilati sul posto all'altezza de La Storta, sulla via Cassia.
- 5 giugno
  - Il dodicenne Ugo Forno, alla guida di sei partigiani, impedisce con le armi alle retroguardie tedesche di far saltare il Ponte Salario sull'Aniene, ma viene ucciso insieme a un compagno di lotta.
  - Il generale Roberto Bencivenga, rifugiato con i membri del CLN in Vaticano durante l'occupazione viene incaricato dal CLN come comandante militare e civile di Roma.
  - Umberto II di Savoia, nominato dal re Vittorio Emanuele III, luogotenente del Regno accoglie le dimissioni del governo Badoglio. Il nuovo governo tornato a Roma sarà presieduto da Ivanoe Bonomi, presidente del CLN con la partecipazione dei sei partiti che fanno parte del Comitato di Liberazione.